# Burg Lais
Die Ruine der Burg Lais (estnisch Laiuse ordulinnus, Ordensburg Laiuse) in Estland liegt auf dem Gebiet der Landgemeinde Jõgeva in der Nähe des Dorfes Laiuse.

## Geschichte
Die Burg wurde zu Beginn des 15. Jahrhunderts errichtet, geht aber wahrscheinlich auf Vorgängergründungen des 13. und 14. Jahrhunderts zurück. Schriftlich ist sie seit 1406 belegt. 1558 fiel die Burg im Livländischen Krieg den russischen Truppen in die Hände. 1559 wurde sie zerstört, allerdings später teilweise wiederhergestellt. Im Nordischen Krieg errichtete der schwedische König Karl XII. hier 1700/1701 sein Winterlager nach der erfolgreichen Schlacht bei Narva.

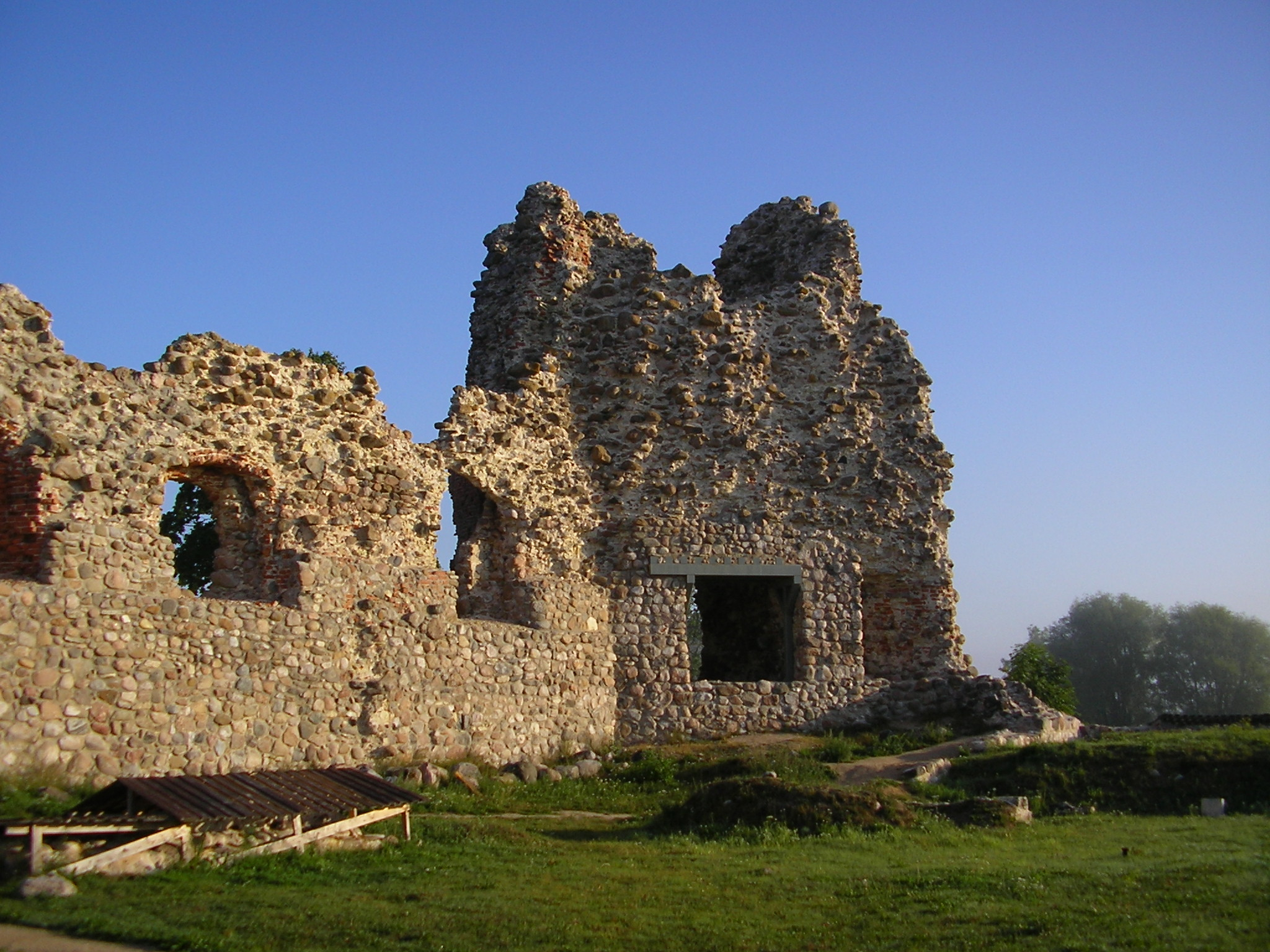
Feldsteinmauerwerk
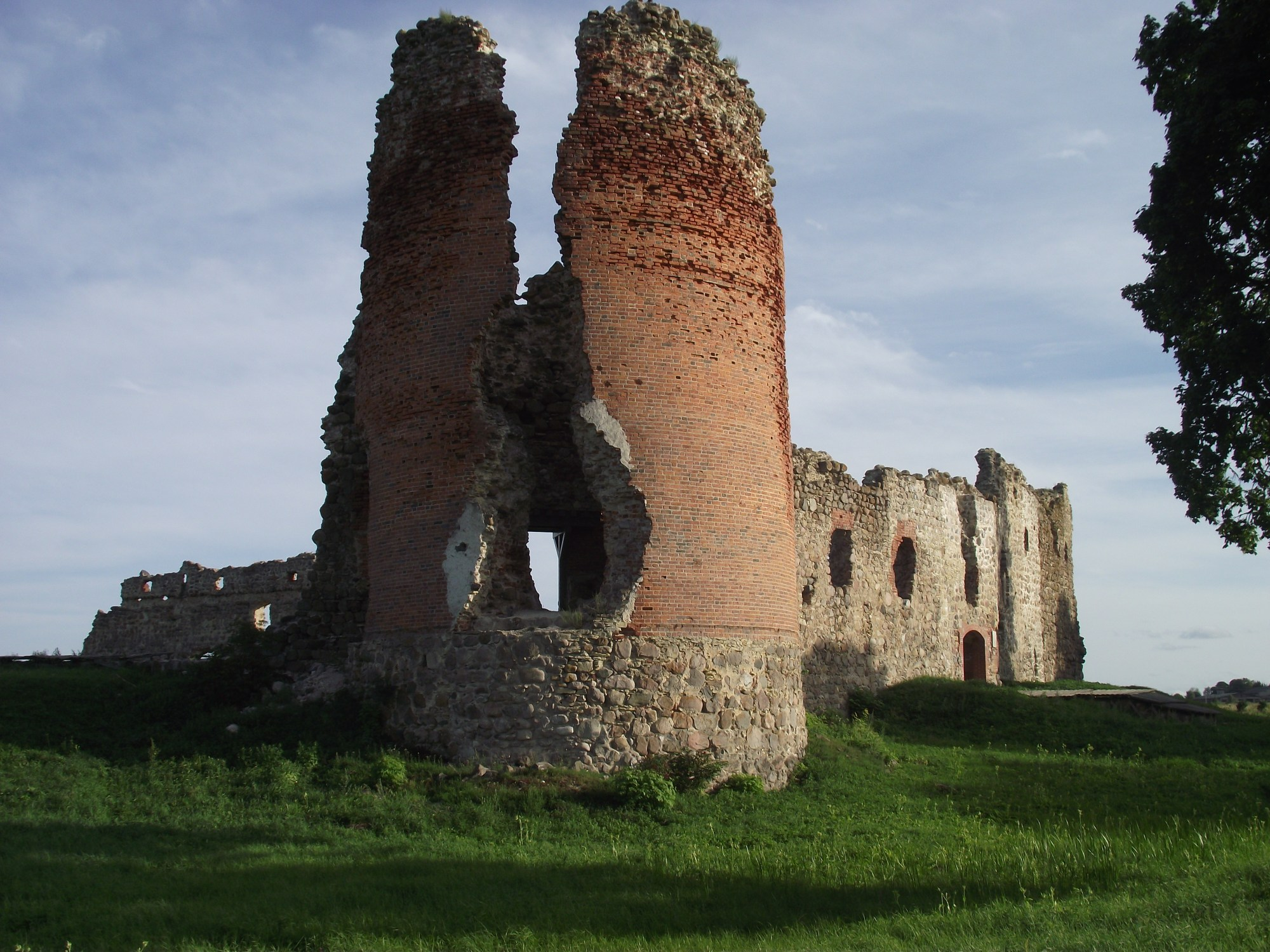
Feldsteinturm mit Backsteinverblendung
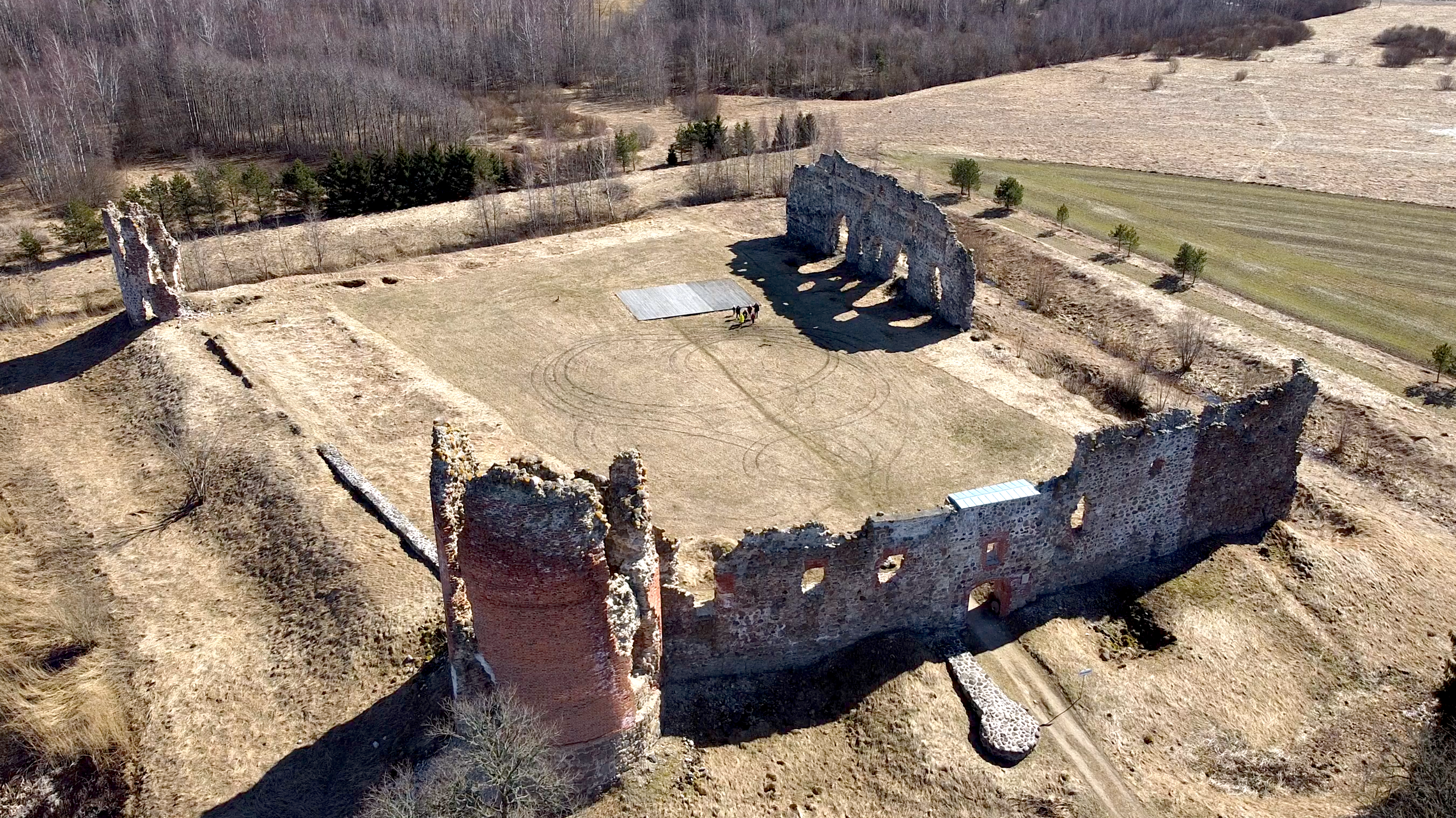
Burg gesehen von Oben

## Anlage
Die Burg ist vom Grundtyp her eine Kastellburg mit ursprünglich drei Rundtürmen. In der nördlichen und östlichen Ecke der Burg sind diese noch vorhanden, mit Rauchabzügen und Schießscharten. Der Turm im Süden ist hingegen nur noch als Spur im Gelände erkennbar. An der Südwestmauer befanden sich Steingebäude, die anderen Gebäude waren aus Holz. Die Burg Lais wurde weitestgehend aus Ziegelsteinen errichtet und war zusammen mit der Vorburg vollständig von Wasser umschlossen.
Die Anlage ist in der Gegenwart zur Ruine verfallen.